# Alfred del Castilho
Alfred del Castilho, pseudoniem The American photographer (1875-1913), was een Surinaams fotograaf.

## Biografie
Alfred del Castilho was een zoon van de fotograaf Selomoh del Castilho (1826-1914). Hij had een eigen fotostudio in de Heerenstraat in Paramaribo en adverteerde onder de naam The American Photographer. Deze naam verwijst ernaar dat hij net als Amerikaanse fotografen ook op locatie fotografeerde en niet alleen in zijn atelier.
Hij maakte een groot aantal foto's van contractarbeiders bij aankomst in Suriname. Ook drukte hij foto's af op glazen en kopjes. Hij maakte het ontwerp – mogelijk de foto – van George Henry Barnet Lyon die naar Engeland gestuurd werd en daar voor een Italiaans beeldhouwer als ontwerp diende voor het borstbeeld van Barnet Lyon. Het beeld heeft van 1908 tot 2017 op de hoek van de Grote Combéweg en het Onafhankelijkheidsplein gestaan. Sindsdien staat het in het depot van het Surinaams Museum aan de Commewijnestraat.
Naast zijn werk als fotograaf, verkocht hij in 1900 onder de naam Afredo del Castho een zelfgemaakte vloeistof om poreuze banden op te knappen.
Na zijn dood werd zijn atelier overgenomen door George Rustwijk, die een jaar erna overleed.